# 密尔沃基冷冻仓储公司大楼
密尔沃基冷冻仓储公司大楼（英語：Milwaukee Cold Storage Co. Building）建于1892年，曾经是密尔沃基冷冻仓储公司的所在地。在落成初期，该建筑被视为威斯康星州最大的冷库。这栋大楼是一座罗曼式风格建筑，位于密尔沃基市沃克角历史街区。
为了防止冷空气逸出，该建筑墙壁厚达两英尺且窗户的数量很少。该建筑最初需要从附近的河流中采集冰块用于制冷，不过自1910年起这栋建筑开始采用无需冰块的制冷系统。
该建筑于2019年被出售给了密尔沃基的一家开发商，目前这家开发商试图修复此建筑以将其用作其他用途。

## 背景
密尔沃基冷冻仓储公司大楼建于1892年，用于储存及配送黄油、奶酪、鸡蛋、水果、野味、家禽等多种其他物品，由E·R·戈弗雷、W·H·史蒂文斯、E·J·林赛以及威廉·普朗金顿委托建造。该建筑有5层楼高，储存空间达600,000立方英尺，此外还设有地下室。这栋大楼的建筑成本为$100,000（相当于2023年的$3,400,000），可在10到60华氏度的温度下储存500节火车皮的易腐烂物品，在1893年时被称为“威斯康星州最大的冷库”。该建筑坐落于梅诺莫尼河与密尔沃基河的交汇处，地址为密尔沃基市第二大道100S号。

## 历史
密尔沃基冷冻仓储公司大楼的建造者为查尔斯·D·克兰和卡尔·C·巴尔克豪森，其建筑风格为罗曼式。为最大程度的减少冷空气逸出，该建筑的墙壁由奶油城砖建成且窗户数量很少。它坐落于密尔沃基市沃克角历史街区，目前是历史建筑。
这栋建筑最初是由发明家艾弗林·I·德克斯特所擘划，此人发明的“德克斯特制冷法”通过用冰块冷却空气的方式实现制冷。因此从1892年到1910年间，工作人员必须到邻近的梅诺莫尼河采集冰块来用于制冷。不过自1910年起，该冷库开始采用由盐水罐、冷凝器和氨水所组成的新制冷系统。
1955年7月30日，该建筑5层发生了氨气泄漏事故，迫使冷冻仓储公司丢弃了大量的存货。对此，密尔沃基冷冻仓储公司起诉了制冷系统的制造商约克公司，但陪审团经裁定后判决约克公司没有过错。
威斯康星州历史学会于1984年对该建筑进行了调查，随后将其列入了威斯康星州历史建筑名录。这栋建筑在2019年之前的持有人为布赖恩·约斯特，但在2019年时以$300,000的价格出售给了开发商 J·杰弗斯公司。在交易合同中，这栋建筑被描述为一座占地面积71,500 sq ft（6,640 m2）的仓库。根据开发商的说法，他们打算对其重新装修并将其用作其他用途。